# Нифат
Нифат (др.-греч. Νιφάτης) — персидский военачальник IV века до н. э., погибший в битве при Гранике.

## Биография
Нифат был одним из персидских военачальников, участвовавших в битве при Гранике, произошедшей в мае 334 года до н. э. По мнению М. Вейскопфа, Нифат, как и Реомифр и Петин, подчинялся правителю Геллеспонтской Фригии Арситу. А. Босворт предположил, что эти полевые командиры были или крупными землевладельцами из Малой Азии, или же прибыли из восточных сатрапий. Нифат принял участие в совещании персов в Зелее.
Исторические источники не сообщают, над кем именно начальствовал Нифат. Но, по гипотезе Д. Фуллера, он мог командовать конным отрядом. П. Грин уточняет, что это были две тысячи бактрийцев, занимавших боевую позицию на правом фланге персидской армии. По мнению ряда исследователей, речь идёт об «имперских военных колонистах», ранее осевших в Анатолии. Фессалийским всадникам Александра удалось нанести коннице противника серьёзный урон. Во время одной из кавалерийских схваток, по-видимому, и погиб Нифат. Так как основное внимание античных авторов было уделено действиям сражавшихся в центре, где бился сам Александр, то про другие подробности сражения известно не так много.